# Cépie
Cépie es una pequeña localidad y comuna francesa, situada en el departamento del Aude en la región de Languedoc-Roussillon, entre Limoux (a 4 km de esta ciudad) y a 20 km de Carcassonne.
A sus habitantes se les conoce por el gentilicio Cépinois.

## Demografía
| 271 | 292 | 308 | 318 | 413 | 540 |
| Para los censos de 1962 a 1999 la población legal corresponde a la población sin duplicidades (Fuente: INSEE [Consultar]) |     |     |     |     |     |

(Población sans doubles comptes según la metodología del INSEE).